# Wais Ibrahim Khairandesh
Wais Ibrahim Khairandesh (Afganistan, 31. prosinca 1999. - ) je afganistanski atletičar i srednjeprugaš na 800, 1500 i 3000 metara. Kao jedini predstavnik Afganistana na Svjetskom prvenstvu u atletici 2015. u Pekingu natjecao u utrci na 800 metara.

## Karijera

### 2015.
| Atletičar                | Disciplina | Vrijeme | Vrijeme | Poluzavršnica | Poluzavršnica | Završnica | Završnica |
| Atletičar                | Disciplina | Vrijeme | Plasman | Vrijeme       | Plasman       | Vrijeme   | Plasman   |
| ------------------------ | ---------- | ------- | ------- | ------------- | ------------- | --------- | --------- |
| Wais Ibrahim Khairandesh | 800 metara | 1:59.51 | 8.      | DNA           | DNA           | DNA       | DNA       |

- DNA - nije se kvalificirao